# Alexander Brockmeier

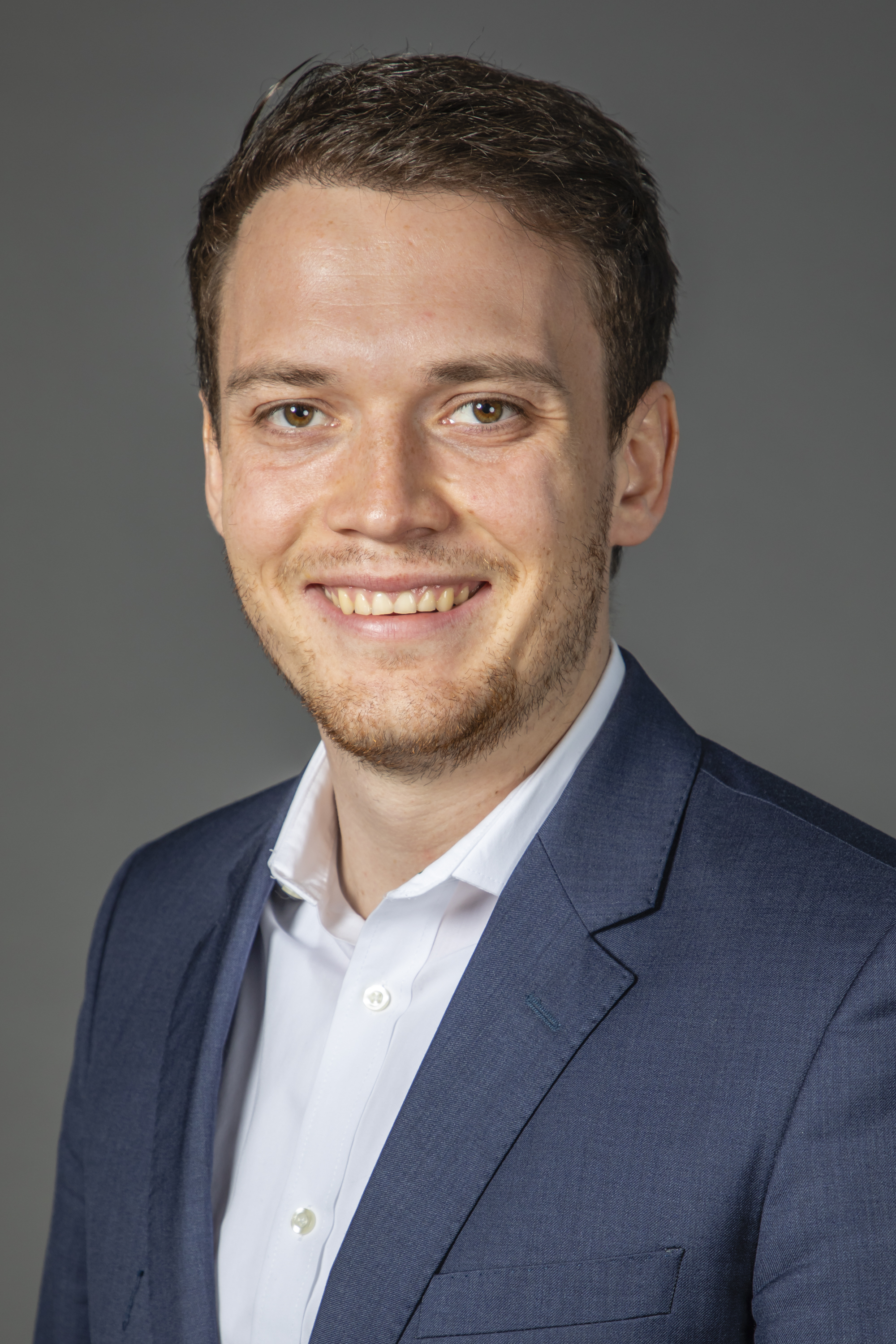
Alexander Brockmeier (2019)

Alexander Brockmeier (* 4. Dezember 1992 in Rheine) ist ein deutscher Politiker der FDP. Er war von 2017 bis 2022 Abgeordneter im Landtag von Nordrhein-Westfalen. Er war dessen jüngstes Mitglied in der 17. Legislaturperiode.

## Leben
Als jüngerer von zwei Brüdern wuchs Brockmeier in Rheine auf. Während seiner Schulzeit war Brockmeier Schulsprecher. Nach dem Abitur 2012 studierte er Jura an der Westfälischen Wilhelms-Universität Münster: Nach dem ersten und zweiten Staatsexamen (2017 und 2020) ist er seit 2021 als Rechtsanwalt tätig. In seiner Freizeit engagiert er sich beim RHTC Rheine e.V. und ist dort als 1. Vorsitzender tätig.

## Partei
Seit Februar 2016 ist Brockmeier Vorsitzender des FDP-Kreisverbands Steinfurt. Zuvor war er bereits im Landesvorstand der Jungen Liberalen aktiv.

## Ämter und Mandate
Brockmeier kandidierte zur Landtagswahl 2017 direkt für den Landtagswahlkreis Steinfurt II und erhielt 7,3 % der Erststimmen. Seine Partei, für die er auf Platz 29 der Landesliste kandidierte, erhielt hier 10,6 % der Zweitstimmen. Da die FDP NRW bei der Wahl 28 Mandate erzielte, wurde Brockmeier erstgereihter Nachrücker. Da die gewählte Landtagsabgeordnete Martina Hannen zunächst einen Mandatsverzicht angekündigt hatte, wurde erwartet, dass er bereits bei der Konstituierung in den Landtag einziehen werde. Da Hannen ihr Mandat entgegen ersten Absichten doch annahm, rückte er erst am 30. Juni 2017 nach der Regierungsbildung für Dirk Wedel nach, der verbeamteter Staatssekretär geworden war. Nach der Landtagswahl 2022 schied er aus dem Landtag aus.
Brockmeier war Mitglied in drei Landtagsausschüssen: Dem Ausschuss für Familie, Kinder und Jugend, dem Schulausschuss und dem Innenausschuss. Innerhalb der FDP-Landtagsfraktion war er Sprecher für Jugend und Datenschutz. Außerdem war er Sprecher der Vollzugskommission.